# Coquaimont
Coquaimont est un hameau de la commune belge de Durbuy situé en Région wallonne dans la province de Luxembourg.
Avant la fusion des communes, il faisait partie de la commune de Tohogne.

## Situation
Coquaimont se situe entre les hameaux d'Oneux, Houmart et le village de Tohogne et juste à côté du hameau de Longueville dans la campagne herbagère entre Famenne et Calestienne.

## Description
Contrairement au hameau voisin de Longueville distant de 200 m, Coquaimont n'a pas une vocation agricole mais est plutôt constitué de maisons d'habitations dont plusieurs sont de construction assez récente.
Au centre du hameau, une minuscule grotte en pierres brutes contient une statue de la Vierge.

## Activités
Le hameau compte des gîtes ruraux.